# Campeonato do Mundo de Hóquei em Patins Feminino de 2024
O Campeonato do Mundo de Hóquei em Patins Feminino de 2024, realizado na na cidade de Novara, Itália, foi a 17ª edição desta prova, integrada na quarta edição dos Jogos Mundiais de Patinagem.

## Classificação Final
| Posição | País       |
| ------- | ---------- |
|         | Espanha    |
|         | Portugal   |
|         | Argentina  |
| 4º      | Itália     |
| 5º      | Chile      |
| 6º      | Colômbia   |
| 7º      | Inglaterra |
| 8º      | França     |